# Lizzy Caplan
Elizabeth Anne "Lizzy" Caplan (* 30. června 1982, Los Angeles, Kalifornie, Spojené státy americké) je americká herečka, která se nejvíce proslavila rolemi ve filmech Protivný sprostý holky (2004), Kamarádova holka (2008), To byl zítra flám (2010) a Holky na tahu (2012). V roce 2013 získala hlavní roli v seriálu Mystérium sexu.

## Životopis
Lizzy se narodila v Los Angeles v Kalifornii v židovské rodině. Její otec byl právník a matka byla poradce v oblasti politiky. Matka jí zemřela, když ji bylo třináct let. Navštěvovala Alexander Hamilton High School a studovala na Academy of Music. Nejdříve se soustředila na hru na piáno a později se rozhodla studovat drama. Odmaturovala v roce 2000.

## Kariéra
S herectvím začala v roce 1999, kdy získala roli v seriálu Machři a šprti. Poté následovalo hostování v několika show. Objevila se také v hudebním videu Jasona Mraze k písničce "You and I Both". V roce 2001 si zahrála v seriálu Smallville. V roce 2003 získala roli Fiath Pitt v seriálu The Pitts. V roce 2004 získala roli ve filmu Protivný sprostý holky, po boku Lindsay Lohan a Amandy Seyfriedové a roli ve filmu Volání mrtvých.
V roce 2005 si zahrála roli Marje Sorelli v seriálu Related. Stanice The WB však seriál zrušila po první sérii. V roce 2006 hrála v thrillerovém filmu Love is the Drug. Poté byla obsazena do sitcomu stanice CBS Spolužáci. Seriál byl také zrušen po první sérii.
V roce 2008 byla nominovaná na cenu Saturn Awards za film Monstrum. Také se objevila v romantické komedii Kamarádova holka. Později v roce získala hostující roli Amy Burley v HBO seriálu Pravá krev. Svůj hlas propůjčila do animované verze seriálu The Pitts, který měl premiéru 2009. Kritické uznání získala za roli v komedii Párty na klíč.
Na začátku roku 2012 měli premiéru dva její filmy na Filmovém festivalu Sundance: Žádost o ruku a Holky na tahu. Objevila se v několika epizodách seriálu stanice FOX Nová holka.
V roce 2013 získala hlavní roli v seriálu stanice Showtime Mystérium sexu. Za roli byla nominovaná na cenu Primetime Emmy Award. V roce 2014 ztvárnila agentku Lacey ve filmu The Interview.

## Osobní život
Mezi lety 2006–12 chodila s hercem Matthewem Perrym.